# Aldemaro
Aldemaro  è un nome proprio di persona italiano maschile.

## Varianti
- Maschili: Aldemario, Aldemiro
- Femminili: Aldemara

## Origine e diffusione
Deriva dal nome germanico Aldemar, composto dagli elementi alds o alt, "vecchio", e meri, "famoso", "celebre". Il significato potrebbe quindi essere "celebre per la sua vecchiaia" o, per traslato, "celebre per la sua esperienza". Non va confuso coi nomi simili Ademaro, Audomaro e Adelmiro, che hanno un diverso significato.

## Onomastico
L'onomastico si può festeggiare il 24 marzo in ricordo da sant'Aldemaro di Capua detto "il Saggio", monaco benedettino.

## Persone
- Aldemaro di Capua, religioso e santo italiano
- Aldemaro Romero, pianista, compositore e direttore d'orchestra venezuelano